# Eddy Paris Mitchell
Albums de Eddy Mitchell
Palais des sports 84
(1984) Mitchell
(1987)
Eddy Paris Mitchell est le vingt-cinquième album studio d'Eddy Mitchell sorti en 1986 sur le label RCA.

## Liste des titres
| No  | Titre                                                                                                  | Auteur                                                | Durée |
| --- | --- | ----------------------------------------------------- | ----- |
| 1.  | Manque de toi                                                                                          | Claude Moine - Pierre Papadiamandis                   | 4:15  |
| 2.  | Quelque chose qui ressemble à ça                                                                       | C. Moine - Daniel Golemanas                           | 4:35  |
| 3.  | Ku Klux Klan                                                                                           | C. Moine - P. Papadiamandis                           | 3:40  |
| 4.  | Oldie But Goodie                                                                                       | C. Moine - Michel Gaucher                             | 4:18  |
| 5.  | On se quitte                                                                                           | C. Moine - P. Papadiamandis                           | 4:25  |
| 6.  | Comment t'es devenu riche ? (If You So Smart, How Come You Ain't Rich)                                 | F. Norman - W. Bishop - B. Freidman - adapt. C. Moine | 3:15  |
| 7.  | Stressé                                                                                                | C. Moine - P. Papadiamandis                           | 3:57  |
| 8.  | Votez pour moi                                                                                         | C. Moine - P. Papadiamandis                           | 3:57  |
| 9.  | Le temps qui passe (As Time Goes By)                                                                   | H. Hupfeld - adapt. Boris Bergman                     | 3:48  |
| 10. | Vieille canaille (You Rascal You) (duo avec Serge Gainsbourg, avec la participation de Corynne Charby) | S. Theard - adapt. Jacques Plante                     | 3:00  |